# Colt Official Police

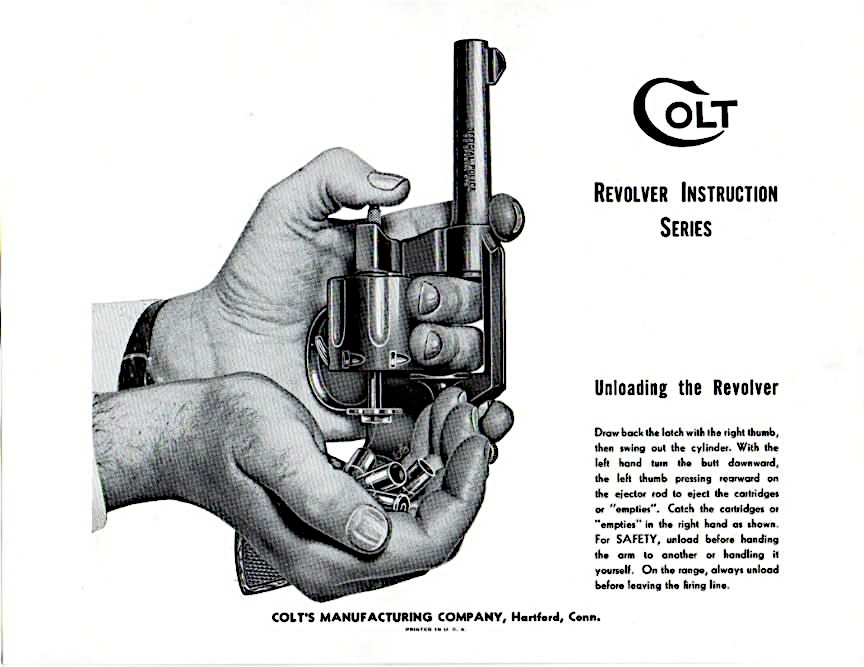
Instrucciones de descarga del Colt Official Police.

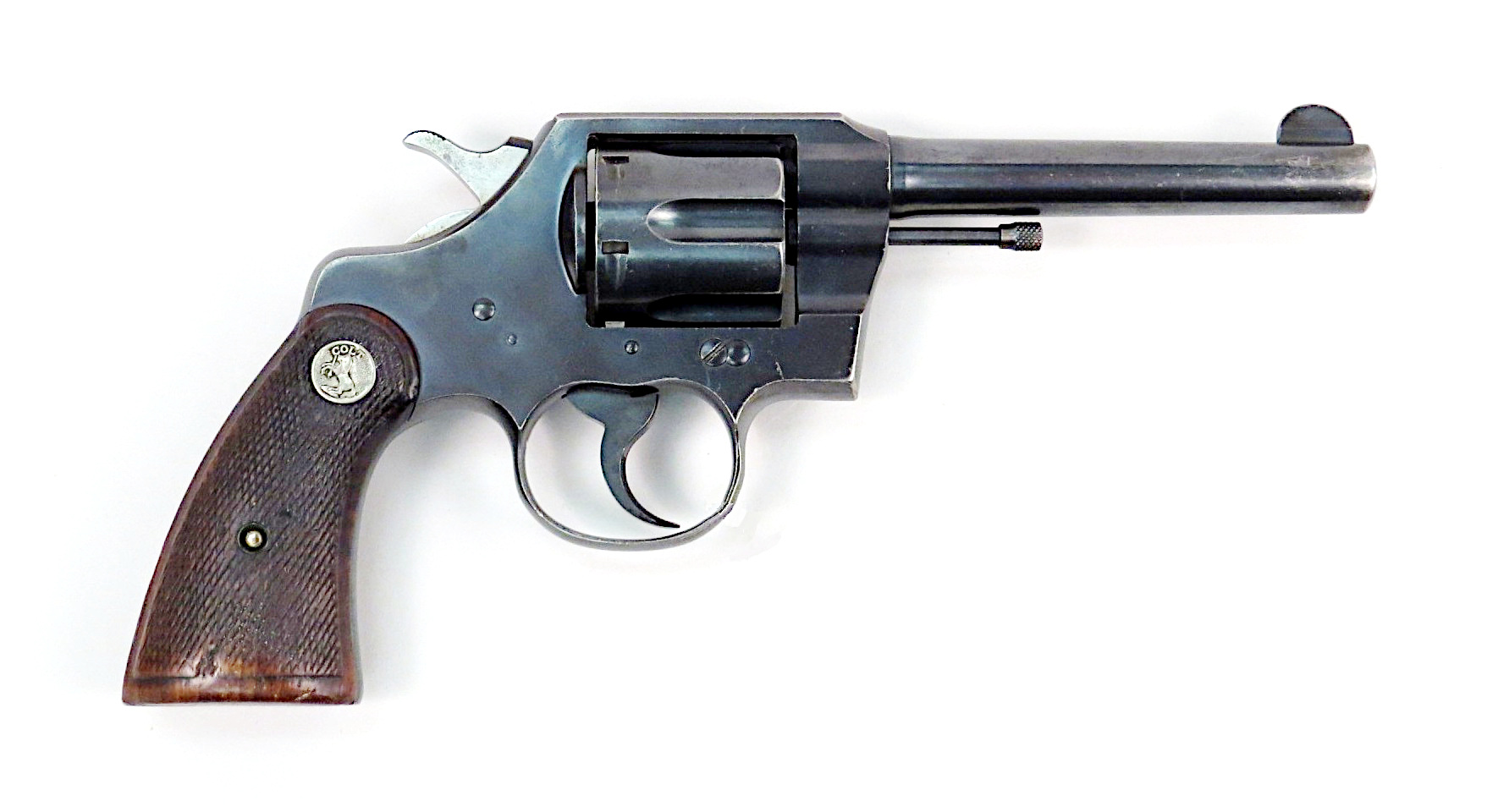
Un Colt Official Police en .38 Special.

El Colt Official Police es un revólver de doble acción con armazón mediano y tambor de seis cartuchos, calibrado principalmente para el cartucho .38 Special, aunque la Colt's Manufacturing Company también lo fabricó en otros calibres. Fue lanzado en 1908 como Colt Army Special, siendo rebautizado en 1927 como Colt Official Police a fin de impulsar su venta a las agencias policiales. Se convirtió en una de las armas de fuego policiales más vendidas de todos los tiempos, y finalmente en la década de 1950 llegó a ejemplificar el armamento típico de los agentes del orden. El Colt Official Police también fue utilizado por varias fuerzas militares estadounidenses y Aliadas durante la Segunda Guerra Mundial.

## Historia y desarrollo
Al inicio del siglo XX, los antiguos revólveres de 7,94 mm (.32) que habían sido el armamento estándar de la mayoría de departamentos policiales de los Estados Unidos empezaron a ser reemplazados por revólveres de 9 mm (.38). En 1908, la Colt introdujo un revólver elegante y modernizado al que llamaron Army Special, calibrado para el poderoso (en aquel entonces) y popular cartucho .38 Special, que se convirtió rápidamente en el revólver estándar de muchos departamentos. Durante el mismo período, los revólveres comenzaron a perder popularidad entre las Fuerzas Armadas de los Estados Unidos, especialmente después de la adopción de la pistola semiautomática M1911. A medida que disminuían las ventas militares de sus revólveres, la Colt buscó un mercado alternativo y se dio cuenta de la popularidad y las fuertes ventas de su línea de productos entre las agencias policiales y los civiles podrían formar su mercado de reemplazo.
En 1927, las abrumadoras ventas de dos modelos populares, el Army Special y el Colt Police Positive, habían asegurado el dominio de la Colt en el mercado de armas de fuego de las fuerzas policiales. La estrategia publicitaria de Colt se perfeccionó aún más al realizar algunas modificaciones superficiales al revólver Army Special y luego rebautizarlo como modelo "Official Police". Los cambios incluyeron agregar un cuadrillado al gatillo, opacar la parte superior del armazón y ensanchar la ranura del alza. Colt también mejoró la calidad del acabado del revólver, de un pavonado opaco a una superficie pavonada muy pulida. En 1930, la Colt logró un éxito publicitario al informar que su revólver Official Police podía disparar el más potente cartucho .38-44, destinado para los nuevos revólveres con armazón grande "N" de su rival Smith & Wesson. En 1933, el catálogo de ventas de Colt enumeraba muchas agencias policiales que habían adoptado el Officer Police como arma estándar, incluidos los departamentos de policía de la ciudad de Nueva York, Los Ángeles, Chicago y Kansas City, Compton y Signal Hill y otros departamentos de policía. Además, muchas organizaciones policiales estatales e incluso el FBI eligieron el Officer Police como su revólver estándar. El Ejército de los Estados Unidos también compró algunos de los revólveres y los suminsitró a la policía militar, y también las agencias federales que necesitaban un revólver para sus agentes armados, como el Departamento del Tesoro, la Guardia Costera y el Servicio de Inspección Postal. Muchos revólveres Official Police también fueron comprados por las fuerzas policiales y militares de varios países de América del Sur.
Entre mayo de 1940 y junio de 1941, la Comisión de Compras Británica compró 49.764 revólveres Colt Official Police en calibre .38-200 y se enviaron al Reino Unido para que los usaran las fuerzas armadas británicas y de la Commonwealth como arma estándar secundaria. Estos revólveres llevaban marcajes británicos de aceptación militar y tenían un cañón de 12,7 cm. Su empuñadura estaba equipada con una armella de modelo militar para instalarle un acollardor. La mayoría de estos revólveres Officer Police fueron ensamblados con piezas de calidad comercial producidas antes de 1942.
Cuando Estados Unidos entró a la Segunda Guerra Mundial, el gobierno solicitó contratos para suministrar revólveres de calibre 9 mm (.38) necesarios para armar al personal de seguridad encargado de la seguridad de edificios gubernamentales, astilleros e instalaciones de fábricas de armamento contra sabotajes o robos. A partir de 1941, se compraron pequeñas cantidades del Colt Official Police de 9 mm directamente de la Defense Supplies Corporation (DSC). Cuando los funcionarios de compras del gobierno se opusieron a los retrasos en la producción del Officer Police, así como al costo unitario, Colt respondió simplificando el arma. Se ahorraron materiales y tiempo de trabajo eliminando todas las operaciones de pulido exterior innecesarias, sustituyendo el gatillo  y el martillo cuadrillados por unos de cara lisa, y colocando cachas de madera con cuadrillado simplificado y el medallón Colt; estas últimas pronto fueron reemplazadas por cachas de plástico moldeado «Coltwood». En lugar del pavonado normal, al revólver se le dio un acabado parkerizado opaco. Con el sobrenombre de "Colt Commando", este revólver se usó principalmente para equipar unidades de la Policía militar, guardias de seguridad en instalaciones de fábricas de armamento y astilleros de Estados Unidos, además de ser suministrado de forma subrepticia a las agencias involucradas en espionaje en el extranjero e inteligencia militar.
A mediados de 1942, se le entregó al Distrito de Armamento de Springfield el control sobre la compra y distribución del Colt Commando, que transfería los revólveres a su usuario final. Unos cuantos Commando fueron suministrados a la Comisión Marítima de los Estados Unidos, siendo empleados como armas cortas a bordo de buques mercantes estadounidenses y de buques mercantes suministrados a los Aliados a través del Lend-Lease. La mayoría de revólveres Commando producidos durante la guerra fueron destinados a la Defense Supplies Corporation (DSC) para ser empleados por fuerzas de seguridad y policiales, mientras que aproximadamente 1.800 revólveres Commando fueron empleados por la Armada de los Estados Unidos y otros 12.8000 revólveres fueron distribuidos a diversas agencias militares de inteligencia. El control sobre las compras cambió en 1944, después que la DSC protesó formalmente porque las Fuerzas Armadas le cobraban tarifas de transporte adicionales y se le autorizó que compre el revólver Commando directamente a la Colt.
Después de la victoria Aliada, Colt reanudó la producción comercial y volvió al acabado pavonado pulido de antes de la guerra, pero conservó las cachas de plástico que etiquetaron como «Coltwood» hasta 1954 cuando se reintrodujeron las cachas de madera cuadrilladas. Durante el período de posguerra, la Colt atravesó una época financiera difícil e introdujo pocos modelos nuevos. En la Smith & Wesson, tanto la producción y la venta de nuevos modelos de revólveres civiles y policiales se incrementaron, por lo cual la brecha de margen de ganancia entre ambas empresas se hizo cada vez más grande. Finalmente, la Smith & Wesson obtuvo la primacía en el mercado de armas de fuego cortas en la década de 1960. Un factor que contribuyó a este cambio pudo haber sido el generalmente menor costo por unidad de los revólveres Smith & Wesson, acompañado por el gatillo de doble acción de su revólver Military & Police que era preferido por varias agencias policiales que enseñaban el nuevo tiro de combate con revólveres de doble acción. Colt anunció el cese de producción del Official Police en 1969, afirmando que la producción competitiva de este diseño ya no era económicamente viable. Con una producción total de más de 400.000 revólveres, el Official Police se ubica como una de las armas cortas más exitosas jamás fabricadas.

## Características

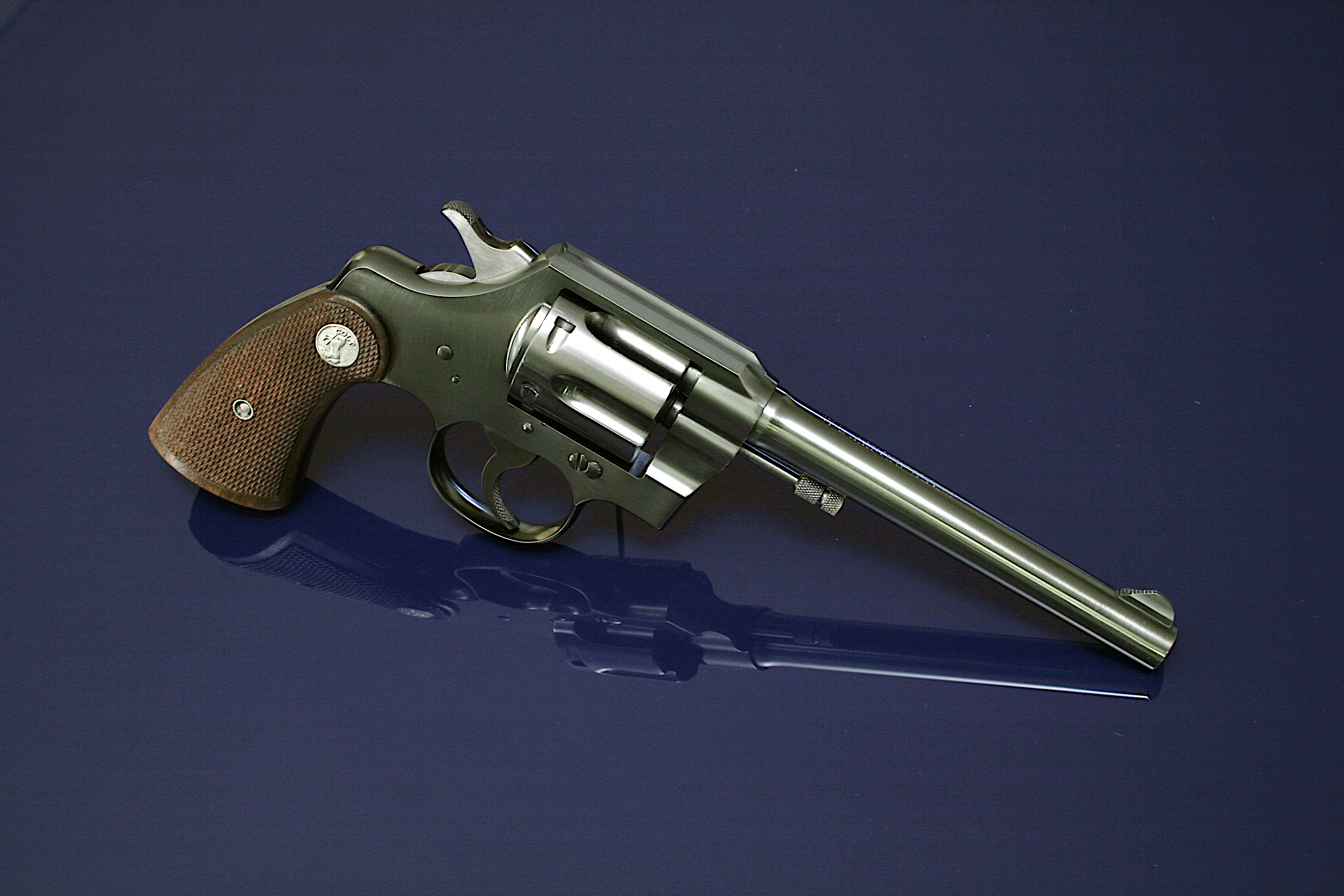
Pistola oficial de policía Colt calibre .22 lr, circa 1938.

El Official Police estaba fabricado en acero al carbono mecanizado, con acabados pavonado brillante Royal Colt y niquelado, estando disponible con cañones de 100, 130 y 150 mm. Construido a partir del armazón .41 o "E" de Colt, se fabricó para una variedad de cartuchos como el .22 LR, el .32-20 Winchester (descontinuado en 1942), el .41 Long Colt (descontinuado en 1938), y el más común y popular .38 Special. El seguro de bloqueo del percutor "Positive Lock" de Colt era una característica estándar del revólver, que evitaba que el percutor golpeara la cápsula fulminante del cartucho a menos que se apriete deliberadamente el gatillo. Los mecanismos de puntería del revólver consistían en un punto de mira tipo cuchilla y un alza abierta fija, que era una simple ranura en forma de V fresada en la banda superior del revólver. La banda superior tenía un acabado mate para reducir el deslumbramiento causado por el reflejo de la luz en el plano del alza.

## Variantes

### Commando
El Commando fue una variante del Official Police para tiempos de guerra, fabricado con un cañón de 51 mm o 101,6 mm e incorporando varios cambios en la producción para abaratar costos, incluyendo un acabado parkerizado mate. El Commando también carecía del habitual cuadrillado en el martillo, el gatillo y el pestillo del tambor, así como el tratamiento antirreflejo de la banda superior del armazón de la versión comercial. Además, el material plástico reemplazó las cachas de madera del modelo civil. Aproximadamente 48.611 revólveres Commando fueron comprados por el gobierno durante la Segunda Guerra Mundial.  De este total, aproximadamente 12.800 revólveres Commando fueron suministrados a varios servicios de inteligencia como el Cuerpo de Inteligencia del Ejército de los Estados Unidos y la Oficina de Servicios Estratégicos (OSS). Muchos de estos últimos fueron comprados con el cañón de 51 mm, conocidos como el "Junior Commando". Algunos revólveres Commando fueron empleados en el extranjero en la zona de guerra. Los suministros regulares de revólveres "Junior Commando" con cañón de 51 mm comenzaron en marzo de 1943, con un número de serie aproximado de 9.000. Más de 12.000 revólveres Commando con cañón de 51 mm que se encuentran hoy en día son en realidad conversiones de posguerra de modelos con cañón de 101,6 mm producidos durante la guerra.

### Marshal
Una variante escasa que presenta una empuñadura redondeada, con longitudes de cañón de 51 mm y 101,6 mm. Con una producción muy limitada de 2.500 unidades producidas entre 1955 y 1956, el Marshal se convirtió en un verdadero revólver de colección.

### MK III
El apodo "Official Police" fue prestado por el modelo de una nueva generación de revólveres que Colt introdujo a finales de la década de 1960, llamada serie "MK III". Los modelos MK III consistían en versiones más simples de varios revólveres Colt clásicos con un cierre actualizado. La línea de productos MK III era en realidad un diseño diferente y original basado en un nuevo armazón "J", que no logró el éxito comercial y fue cancelada después de solo tres años.